# Manuel Guimarães
Manuel Fernandes Pinheiro Guimarães (Valmaior, Albergaria-a-Velha, 19 de Agosto de 1915 — São João de Brito, Lisboa, 29 de Janeiro de 1975) foi um pintor, caricaturista e cineasta português que se destacou pela aplicação dos princípios ideológicos do neo-realismo na arte do cinema em Portugal. No entanto, a ditadura salazarista, mais atenta às manifestações da sétima arte que às “transgressões” no domínio da literatura,  impediu-o com severidade de levar a bom termo os seus propósitos artísticos. 

## Biografia
Nasceu a 19 de agosto de 1915 no lugar da Ponte Velha, freguesia de Valmaior, em Albergaria-a-Velha, sendo filho de Fernando Guimarães, então de 40 anos, sócio-gerente da Fábrica de Papel do Prado e, a partir de 1918, industrial hoteleiro, natural de Guimarães, e de Biblinda Pinheiro Guimarães, então de 33 anos, doméstica, natural da freguesia e concelho de Albergaria-a-Velha.
Depois de ter concluído o Curso Geral dos Liceus, seguiu o de pintura, em 1931, na Escola de Belas Artes do Porto.  A partir de 1936 foi decorador teatral, ilustrador e caricaturista. 
A 28 de fevereiro de 1937, casou civilmente no Porto com Clarisse Fernandes Leal. Deste casamento nasceu um único filho, Dórdio Guimarães.
Desenhador de cartazes de cinema, interessou-se pela arte cinematográfica. Aderiu ao ofício como assistente de vários realizadores como Manoel de Oliveira, António Lopes Ribeiro, Jorge Brum do Canto, Arthur Duarte e Armando de Miranda. Em 1949 realizou o documentário de curta-metragem O Desterrado sobre a vida e obra do escultor Soares dos Reis. O filme recebeu o Prémio Paz dos Reis, atribuído pelo Secretariado Nacional da Informação (SNI) para as melhores curtas-metragens.  A sua primeira longa-metragem é Saltimbancos, obra adaptada do romance Circo do escritor Leão Penedo, cujo tema central era a vida dum pequeno circo ambulante. Entretanto trabalhou em publicidade na distribuidora Metro Goldwyn-Mayer, e começou a frequentar os meios intelectuais da capital.
Em 1952 Manuel Guimarães realizou o filme Nazaré, com argumento do escritor neo-realista Alves Redol, retratando a vida e hábitos dos pescadores da Nazaré, tal como Leitão de Barros já antes o fizera (Nazaré, Praia de Pescadores – 1929), mas desta vez numa perspectiva de crítica social. A obra foi amputada pela censura. Vidas Sem Rumo (1956), com argumento do próprio Manuel Guimarães e com diálogos de Redol, sofreu amputações mais graves. Cerca de metade do filme foi censurado com várias cenas cortadas. O resultado final da intervenção dos censores tornou a obra quase ininteligível.
Acossado pelo regime e desejando não abandonar o ofício, Guimarães viu-se forçado a optar, a partir de 1956, pela realização de filmes de cariz comercial sobre eventos desportivos. A sua tentativa de retomar a ficção com A Costureirinha da Sé, em 1958), não compensou pois teve de integrar no filme publicidade explícita. Fez em seguida alguns documentários de divulgação sobre Barcelos, o Porto e os vinhos seculares.
António da Cunha Telles, que entretanto se envolvera como produtor dos primeiros filmes do Cinema Novo português, interessou-se por ele e aceitou fazer a produção executiva e co-produção de dois dos seus filmes seguintes:  O Crime da Aldeia Velha (1964), adaptação da peça homónima de Bernardo Santareno, e O trigo e o Joio (1965), que, do seu próprio romance, Fernando Namora adaptou a cinema. Na época, o grande público interessava-se porém por filmes com uma vertente de entretenimento mais forte. Voltou ao documentário, aplicando-se em temas artísticos.
Manuel Guimarães teve períodos em que regressou ao grafismo e à ilustração em jornais e outras publicações periódicas, tal como nunca deixou em absoluto de pintar, actividade que voltou a ocupar amiúde nos últimos anos de vida, embora sem expressão pública.
O 25 de Abril de 1974 trouxe-lhe a esperança, mas já era tarde. Doente, Manuel Guimarães não terminaria o seu novo filme, Cântico Final, adaptado do romance homónimo de Vergílio Ferreira. A obra, afectada pelo desaire, seria concluída pelo seu filho, Dórdio Guimarães. Manuel Guimarães seria considerado por vários comentadores como injustiçado, e não só pelo velho regime. 
Faleceu a 29 de Janeiro de 1975, aos 59 anos, vítima de tumor maligno da bexiga, na freguesia de São João de Brito, em Lisboa. Foi sepultado no cemitério do Lumiar.

## Filmografia
Longas-metragens
- Saltimbancos (1951, adaptação do livro Circo de Leão Penedo)
- Nazaré (1952)
- Vidas sem Rumo (1953-1956)
- A Costureirinha da Sé (1958)
- O Crime da Aldeia Velha (1964)
- O Trigo e o Joio (1965)
- Lotação Esgotada (1972)
- Cântico Final (1974-1975) - terminado pelo filho Dórdio Guimarães

Outros
- O Desterrado – Vida e Obra de Soares dos Reis (1949)
- As Corridas Internacionais do Porto (1956)
- O Porto é Campeão (1956)
- Porto, Capital do Trabalho (1961)
- Barcelos (1961)
- Vinhos Bisseculares (1961)
- Três documentários sobre temas de arte para a RTP (1966)
- Tapetes de Viana do Castelo (1967)
- O Ensino das Belas Artes (1967)
- Tráfego e Estiva (1968) - primeiro filme português em 70mm
- Fernando Namora (1969)
- António Duarte (1969)
- Resende (1969)
- Viagem do TER / Expressos Lisboa-Madrid (1969)
- Carta a Mestre Dórdio Gomes (1971)
- Areia Mar – Mar Areia (1973)